# Rosttyranner
Rosttyranner (Casiornis) är ett fågelsläkte i familjen tyranner inom ordningen tättingar. Släktet omfattar endast två arter med utbredning från södra Amazonområdet till Paraguay och norra Argentina samt buskmarker och caatinga i nordöstra Brasilien:
- Nordlig rosttyrann (C. fuscus)
- Sydlig rosttyrann (C. rufus)